# Armaghan Naghipour
Armaghan Naghipour (* 1984 oder 1985) ist eine deutsche Juristin und ehemalige politische Beamtin (parteilos). Von Dezember 2021 bis April 2023 war sie Staatssekretärin für die Bereiche Wissenschaft, Forschung und Gleichstellung in der Berliner Senatsverwaltung für Wissenschaft, Gesundheit, Pflege und Gleichstellung.

## Leben
Naghipour floh als Kind mit ihren Eltern aus dem Iran nach Deutschland.
Sie studierte von 2003 bis 2012 Rechtswissenschaften in Heidelberg, Bangalore und Köln, zudem absolvierte sie eine Fremdsprachenausbildung im Französischen Recht. Während ihres Studiums arbeitete sie u. a. in Forschungsprojekten für ausländisches öffentliches Recht und Völkerrecht am Max-Planck-Institut in Heidelberg. Nach dem Abschluss ihres Studiums war sie von 2012 bis 2014 als freiberufliche Autorin für das Missy Magazine, 2013 in der Öffentlichkeitsabteilung des Deutschen Bundestages sowie in der Rechtsberatung für Flüchtlinge bei Amnesty International tätig. Sie absolvierte ihr Rechtsreferendariat am Kammergericht mit Stationen u. a. beim Auswärtigen Amt und der Ständigen Vertretung der Bundesrepublik Deutschland bei den Vereinten Nationen. Nach dem Ablegen der Zweiten juristischen Staatsexamens (2016) spezialisierte sich Naghipour als Rechtsanwältin auf das Migrationsrecht. Von Oktober 2018 bis August 2019 war sie Referentin für Rechtspolitik in der Fraktion von Bündnis 90/Die Grünen im Abgeordnetenhaus von Berlin, zum September 2019 wurde sie persönliche Referentin von Dirk Behrendt als Senator für Justiz, Verbraucherschutz und Antidiskriminierung.
Im Zuge der Bildung des Senats Giffey im Dezember 2021 wurde Naghipour auf Vorschlag von Senatorin Ulrike Gote zur Staatssekretärin für die Bereiche Wissenschaft, Forschung und Gleichstellung in der mit neuem Ressortzuschnitt umgebildeten Senatsverwaltung für Wissenschaft, Gesundheit, Pflege und Gleichstellung berufen. Sie wurde damit Nachfolgerin von Steffen Krach, der bis Oktober 2021 die Bereiche Wissenschaft und Forschung in der Senatskanzlei verantwortet hatte, und Barbara König, die bis August 2021 für den Bereich Gleichstellung in der Senatsverwaltung für Gesundheit, Pflege und Gleichstellung zuständig war. Im Zuge der Bildung des Senats Wegner im April 2023 schied sie aus dem Amt.
Nach dem Ausscheiden aus der Senatsverwaltung arbeitete Naghipour als Rechtsanwältin. Als Teil eines Anwältekollektivs – unter anderem mit Nadija Samour und Ahmed Abed – vertrat sie einen Eilantrag von Bewohnern des Gazastreifens im Frühjahr 2024 gegen die Genehmigung deutscher Waffenlieferungen nach Israel.
Naghipour ist stellvertretende Vorsitzende des antirassistischen Vereins DeutschPlus und Gründerin der Berliner Regionalgruppe des Vereins Anwältinnen ohne Grenzen.